# Internet interplanetario

La velocidad de la luz, ilustrada aquí como un rayo de luz viajando de la Tierra a la Luna, limita la velocidad a la que mensajes de Internet interplanetarios podrían viajar. Debido a las vastas distancias, los retrasos serán mucho mayores que en el actual Internet que viaja exclusivamente sobre el globo terráqueo.

Internet interplanetario, tal y como es concebido en la actualidad, es un hipotético grupo de nodos en el espacio que pueden comunicarse entre ellos. Debido a los largos retrasos asociados con estas comunicaciones (cuya velocidad está limitada a la velocidad de la luz) se necesita desarrollar un nuevo grupo de protocolos de comunicaciones y nuevas tecnologías compatibles con este condicionante. Mientras que Internet tal como se lo conoce actualmente tiende a ser una red de redes con alto tráfico, retrasos inapreciables, errores de comunicación casi inexistentes y una estructura básica cableada, el Internet interplanetario es una red de internets, basado en guardar y reenviar, con frecuencia desconectado, cuya estructura básica será sin cables, propenso a errores y con largos retrasos cuando existe una comunicación.

## Evolución de los estándares
Desde 1982, cuando fue creado el Comité consultivo para sistemas de datos en el espacio (en inglés: Consultative Committee for Space Data Systems - CCSDS) vienen desarrollándose protocolos estandarizados y acordados entre las distintas agencias espaciales. Actualmente son miembros de este comité 10 agencias espaciales, otras 22 agencias asisten como observadores y cuentan con más de 100 grupos industriales asociados.
La evolución de los estándares para sistemas de datos en el espacio ha corrido en paralelo con la evolución de Internet, produciéndose aportaciones conceptuales interesantes de uno a otro, pero básicamente evolucionando por separado. Desde finales de los 90 se ha buscado por parte del CCSDS una convergencia entre los protocolos para Internet interplanetario y los protocolos de Internet existentes. Cabe destacar la exitosa transferencia de ficheros vía FTP hacia la Tierra desde el STRV-1b en órbita, ocurrida el 2 de enero de 1996.

## Arquitectura del sistema
Mientras que los protocolos tipo IP son viables para saltos cortos, como por ejemplo desde una estación de tierra a un satélite en órbita o de un equipo de exploración al satélite, se requiere una red tolerante a los retrasos para llevar información de una región del sistema solar a otra. Así, surge el concepto de Región como factor a considerar en la arquitectura del Internet interplanetario.
Se define como Región el área donde las características de comunicación son las mismas, es decir, Internet interplanetario es una red de Internets regionales. Las características de cada región serán sus protocolos de comunicación, sistemas de seguridad, mantenimiento de recursos, quizás también propietarios, etc.
Ejemplos de regiones podrían ser el Internet planetario, un área de la superficie de la Luna o Marte o una comunicación tierra-satélite.
Lo que se necesita es pues un grupo de protocolos estándar que permitan la comunicación punto a punto a través de múltiples regiones en un entorno generalmente sin conexión y con retrasos variables

## Otras alternativas
Otro medio de comunicación que supere la barrera de la velocidad de la luz puede ser considerando la característica de no-localidad de los entrelazamientos cuánticos. Las partículas subatómicas se puedan entrelazar y luego separarse para ser transportadas a largas distancias (conquistas del espacio) y fijar así torres de repetición de señales. El principio del funcionamiento es que se altera el estado cuántico de una partícula subatómica (un cúbit) y se obtiene instantáneamente el mismo cambio de estado en la otra partícula subatómica que ha sido previamente entrelazada con la primera.